# Trương Chí Kiên
Trương Chí Kiên (sinh tháng 5 năm 1934) là Thượng tướng Quân Giải phóng Nhân dân Trung Quốc (PLA). Ông từng giữ chức Chính ủy Quân khu Thành Đô.

## Tiểu sử
Trương Chí Kiên sinh tháng 5 năm 1934, người Văn Hỷ, tỉnh Sơn Tây. Tháng 7 năm 1951, ông tham gia quân đội, học tại Trường Bộ binh số 31. Tháng 1 năm 1953, ông trở thành giáo viên văn hóa Bệnh viện Hậu cần Sư đoàn Bộ binh. Tháng 6 năm 1954, ông học tại Trường Tham mưu Chí nguyện quân. Tháng 2 năm 1956, ông gia nhập Đảng Cộng sản Trung Quốc.
Tháng 5 năm 1978, ông được bổ nhiệm làm Tham mưu trưởng Bộ Tư lệnh Sư đoàn Lục quân. Tháng 7 năm 1979, ông được bổ nhiệm giữ chức Phó Tham mưu trưởng Bộ Tư lệnh Quân đoàn Lục quân. Tháng 12 năm 1980, ông được bổ nhiệm làm Sư đoàn trưởng Lục quân. Tháng 5 năm 1983, ông được bổ nhiệm làm Quân đoàn trưởng Quân đoàn 67 Lục quân, Quân khu Tế Nam.
Tháng 6 năm 1985, ông được bổ nhiệm làm Ủy viên Thường vụ Đảng ủy Quân khu, Phó Tư lệnh Quân khu Tế Nam. Tháng 11 năm 1992, ông được bổ nhiệm giữ chức Ủy viên Thường vụ Đảng ủy Quân khu Bắc Kinh, Phó Tư lệnh Quân khu Bắc Kinh kiêm Tư lệnh Khu Phòng vệ Bắc Kinh.
Tháng 12 năm 1993 đến tháng 5 năm 1999, ông giữ chức Phó Bí thư Đảng ủy Quân khu, Bí thư Đảng ủy Quân khu và Chính ủy Quân khu Thành Đô.
Ông là Ủy viên Ban Chấp hành Trung ương Đảng Cộng sản Trung Quốc khóa XV. Ông cũng là đại biểu Quốc hội khóa VII (1988-1993) và khóa VIII (1993-1998).

## Lịch sử thụ phong quân hàm
| Quân hàm |             |             | Thượng tướng |  |  |  |  |  |  |  |  |
| Cấp bậc  | Thiếu tướng | Trung tướng | Thượng tướng |  |  |  |  |  |  |  |  |
|          |             |             |              |  |  |  |  |  |  |  |  |